# Gorzuchy
Gorzuchy ist ein Dorf in der Gmina Szczytniki. Diese befindet sich im Powiat Kaliski in der polnischen Woiwodschaft Großpolen. In Gorzuchy wurde ein slawischer Helm aus dem frühen Mittelalter (10. bis 11. Jahrhundert) gefunden.